# Daniel Antenucci
Carlos Daniel Antenucci (Mar del Plata, 24 de noviembre de 1964) es un investigador y docente universitario. Es miembro de la Carrera del Investigador del Conicet y se desempeña en las áreas de la Ecología, la Fisiología y la internacionalización de la educación. Es presidente de la Fundación Lined Global.

## Reseña biográfica
Nacido en una familia humilde de trabajadores, es primera generación con educación secundaria y universitaria (instituciones públicas). Licenciado en ciencias biológicas (1989) y Doctor en Ciencias (1996), su trayectoria en docencia transcurrió a la par de la investigación científica y gestión en todos los cuerpos colegiados de la Universidad Pública.
Entre 2003 y 2005 fue Secretario de Coordinación de la FCEyN de la UNMdP. Entre 2015 y 2017 fue director de la carrera de Doctorado en Ciencias Área Biología de la  misma Facultad. Entre 2017 y 2021 fue vicerrector de la Universidad Nacional de Mar del Plata (Argentina). Entre 2015 y 2023 fue miembro de la Comisión Nacional de Datos Biológicos y entre 2019 y 2023 de la Comisión Nacional de Evaluación de Centros y Proyectos Interinstitucionales en temas estratégicos del Ministerio de Ciencia y Tecnología de la Nación (MINCYT). Actualmente, es Profesor Titular del Departamento de Biología de la misma Facultad (FCEyN, UNMDP). . Es coordinador del Laboratorio para la internacionalización de la educación (LINED) de la UNMdP y Presidente de la Fundación Lined Global. Integró comisiones asesoras de evaluación institucional de la Comisión Nacional de Evaluación y Acreditación Universitaria (CONEAU) y comisiones evaluadoras del CONICET.  Es cofundador y miembro del Instituto de Investigaciones Marinas y Costeras (IIMyC). Actualmente es Director del Centro Interinstitucional de Investigaciones Marinas y Costeras (CIIMAR).  
En el campo de la internacionalización de la educación, fue delegado asesor de la Asociación de Universidades Grupo Montevideo (AUGM). Participó en talleres de desarrollo de Proyectos Erasmus Plus organizado por UNESCO- IESALC (Colombia) y en 2019 del Programa de Líderes Emergentes invitado por el gobierno de Canadá para establecer proyectos de vinculación entre universidades latinoamericanas y canadienses. En tiempos de pandemia fue creador de los Webinarios Fiesa Archivado el 8 de agosto de 2021 en Wayback Machine. (Feria Internacional de Educación Superior argentina) y participó en la creación de la Iniciativa Latinoamericana para la Internacionalización de la Educación Superior en Latinoamérica (INILAT), integrado por representantes de Chile, Colombia, Perú, Brasil y México.
Durante 2018 trabaja, con otras personalidades, en la creación de la cátedra abierta comunidad Itálica y Glocalización, inspirada en la obra "Svegliamoci Italici!" del Dr. Piero Bassetti (primer presidente de la Región Lombardía). En 2019 visita a Bassetti en la fundación homónima y la asociación Globus et Locus en Milán. En el mismo año inaugura la cátedra, que actualmente coordina, con una conferencia magistral del Dr. Bassetti. Desde su creación la cátedra realiza regularmente actividades académicas de extensión de temáticas itálicas. En 2022 es reconocido con el premio a la excelencia italiana en el mundo 2022 por la Academia de los Caccurianos, Premio literario Caccuri, Calabria, Italia. En julio de 2023, en la Sala della Regina de la Cámara de Diputados de la República de Italia participa en la conferencia sobre cooperación universitaria científica y tecnológica entre América Latiana e Italia. En agosto del mismo año  expone en la XII edición 2023 de los premios Caccuri, Calabria.
En 2021, en el centenario del nacimiento de Astor Piazzolla, creó la Cátedra Abierta que lleva su nombre, destinada a fomentar la identidad cultural de la Argentina y la sensibilidad por la obra de este músico. En el mismo año organiza, en el marco de cátedra y junto a la gestión del Teatro Auditorium de la ciudad de Mar del Plata, el Ciclo «Piazzolla 100 años, identidad marplatense y bonaerense» inaugurando con un concierto de Horacio Lavandera, y la muestras «A mi amigo Astor», fotografías de Pupeto Mastropasqua y «Que no se entere Piazzolla, contribución a la iconografía apócrifa del gran músico», Hermenegildo Sábat. En el marco del mismo ciclo, presenta, con Victor Hugo Morales, el libro "Astor Piazzolla. Momentos" 
Participa de la política italiana desde 2008 en el Partito Democrático italiano. Entre 2010 y 2015 se encarga de la comunicación de la circunscripción exterior América Meridional. Entre 2013 y 2017 realiza las traducciones al idioma español para los diputados por el exterior de la cámara baja italiana. En 2013 es elegido Secretario de uno de los Círculos PD en la circunscripción consular de Mar del Plata. El mismo año es elegido como miembro de la asamblea nacional y participa en la elección de la Secretaría y Presidencia del Partido desarrollada en Milán. En 2017, en Roma, es elegido presidente de la asamblea nacional por el exterior, que ejerce por un breve período. En 2018 es elegido como Secretario del PD para Argentina vicecoordinador de América del Sur
En su trayectoria artística, en Mar del Plata, integró la Escuela de Canto Coral, el Coro de Cámara de la UNMdP, fue cofundador e integrante del Grupo vocal Vox Ensamble (2000-2005), miembro del grupo Vocal Ma non Troppo (2005-2015) y desde 2023 integra el grupo Vocal Arsis Nova. Participó como cantante en el homenaje por los 50 años de la muerte de Carlos Gardel en la Obra “Oratorio a Carlos Gardel”, con la actuación de Horacio Salgan, Ubaldo De Lio y Horacio Ferrer, en los Sinfónicos Corales “Carmina Burana” y Requiem de Mozart, en los musicales Magia Negra, Tiempos de Amor y Ma non Troppo Social Club con presentaciones semanales (Salas Piazzolla y Bodega del Auditorium y Melany del Complejo Roxy-Radio City de Mar del Plata). Con la obra renacentista "Oy Comamos y bebamos" (Vox Ensamble), con la cual se inaugurara el aula magna de la Facultad de Derecho de la Universidad Nacional de Mar del Plata como sala de espectáculos, recibió nominación Estrella de Mar 2003 y el Premio Estrella de Mar y Vilches (Secretaría de Cultura de Gral Pueyrredón) en 2004. Con el Grupo Vocal Ma non Troppo fue nominado a Estrella de Mar en el año 2009.

## Distinciones
- Nominación mejor espectáculo musical (Grupo Ma non Troppo, premio grupal Estrella de Mar, 2003)
- Nominación mejor espectáculo musical (Grupo Ma non Troppo, premio grupal Estrella de Mar, 2004)
- Premio José María Vilches (2004) se otorga anualmente a la obra de teatro que durante la temporada marplatense se destaque por “rescatar la dignidad humana y los valores sociales, por contribuir a la prédica de la libertad y de la paz” (Grupo Ma non Troppo)
- Nominación mejor espectáculo musical (Grupo Ma non Troppo, premio Estrella de Mar, 2009)
- Reconocimiento a la excelencia italiana en el mundo 2022 por la Academia de los Caccurianos, Premio literario Caccuri, Calabria, Italia

## Publicaciones
Perfil Académico
- Datos: Q108012504